# Perlită
Perlita este un amestec mecanic de ferită și cementită secundară (Fe3C) — denumit eutectoid — și se notează cu P. Ea se formează la răcirea oțelurilor din faza austenitei și sub temperatura de 727 C. Are o structură lamelară sau globulară. Există posibilitatea de transformare a structurii lamelare în structură globulară (cu mai bună comportare la așchiere și la deformare) prin tratament termic de recoacere de globularizare.
Perlita se obține la atingerea concentrației eutectoide de carbon — concentrația la care austenita atinge temperatura minimă. Toate oțelurile carbon sunt — la temperatura ambiantă — amestecuri mecanice ale perlitei cu ferită sau cementită. Aliajele cu concentrația carbonului între punctele O și S sunt denumite generic hipoeutectoide, în timp ce aliajele cu concentrații ale carbonului la dreapta punctului S sunt denumite hipereutectoide.

## Proprietăți
În stare de echilibru, perlita se prezintă sub forma unor lamele alternative de ferită și cementită, al cărei grad de dispersie influențează proprietățile. Astfel valorile pentru proprietățile mecanice se situează între limitele: Rm = 80-100 daN/mm2, HB = 185-250daN/mm2, A=7-16%, Z=20-35%.